# Hôpital Saint-Louis
El Hôpital Saint-Louis es un hospital en París, Francia. Fue construido en 1611 por el arquitecto Claude Vellefaux a pedido de Enrique IV de Francia.
Hoy, Hôpital Saint-Louis utiliza sus premisas históricas (de las cuales se clasifican como monumentos históricos) para las funciones administrativas. Después de la década de 1980, se hicieron nuevas adiciones modernas para albergar el hospital actual y el hospital docente. Sus especialidades principales son la dermatología y la hematología, así como la oncología. La Biblioteca de Dermatología fue fundada por el Dr. Henri Feulard. El hospital emplea a 2.500 personas, mil de las cuales están en la profesión médica. Aloja el Instituto de Investigación Inserm sobre Skin y la Fundación René Touraine.
Está en asociación con Universidad de París Cité.